# ایپانگواچو
ایپانگواچو (به پرتغالی: Ipanguaçu) یک منطقهٔ مسکونی در برزیل است که در ریو گرانده شمالی واقع شده‌است. ایپانگواچو ۱۵٬۶۲۶ نفر جمعیت دارد.